# Ogród botaniczny we Florencji

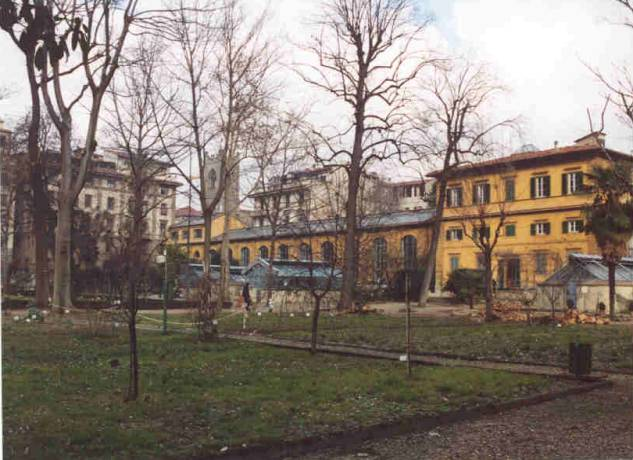
Ogród Botaniczny

Ogród botaniczny we Florencji (wł. Giardino dei Semplici), ogród założony w 1545 przez Niccolò Tribolo dla Cosima I Medici. Nazwa ogrodu nawiązuje do podstawowych (semplici) składników leków przyrządzanych przez średniowiecznych farmaceuci.
Ogród zachował dawny układ z lokalną roślinnością toskańską wzbogacony o rośliny egzotyczne.